# Penal Cordillera
El Centro de Cumplimiento Penitenciario Cordillera, más conocido como Penal Cordillera, fue un complejo penitenciario chileno, ubicado en la comuna de Peñalolén, Santiago, donde estaban detenidos, de forma exclusiva, oficiales militares implicados en violaciones a los Derechos Humanos durante la dictadura militar de Augusto Pinochet. El recinto se encontraba bajo la administración de Gendarmería de Chile.

## Historia
Fue creado en 2004 por decreto del presidente Ricardo Lagos para descomprimir el penal de Punta Peuco. El terreno, ubicado a un costado del Comando de Telecomunicaciones del Ejército de Chile, fue un antiguo centro de vacaciones, que fue adaptado para recibir a los reclusos.
En 2013, en las vísperas del 40.º aniversario del golpe de Estado contra Salvador Allende, el gobierno de Sebastián Piñera solicitó un informe respecto a las condiciones para el cierre del complejo. Una entrevista pública realizada el 10 de septiembre a Manuel Contreras, recluso en este penal, generó indignación pública; esto, junto con los privilegios especiales que tenían los reclusos, además del costo de mantener un recinto con 38 gendarmes para 10 presos, influyeron a que el presidente Piñera anunciara el cierre del recinto y el trasladado de los reclusos a Punta Peuco, el 26 de septiembre de 2013. El traslado se concretó la madrugada del 29 de septiembre.

## Equipamiento e internos
En septiembre de 2013, contaba con una población de diez reclusos, distribuidos en cinco cabañas que cuentan con servicios higiénicos, duchas, agua caliente, luz natural y buena ventilación, catalogadas como "bien equipadas" de acuerdo a una inspección efectuada por el Poder Judicial. En las cinco cabañas se distribuían:
- Manuel Contreras
- Miguel Krassnoff y Jorge del Río
- Marcelo Moren Brito y José Octavio Zara Holger
- Pedro Espinoza y Odlanier Mena
- César Manríquez, Hugo Salas Wenzel y David Miranda.